# カープバールクラトン

カープバールクラトンのおおよその範囲を示した図。

アフリカ大陸南部におけるクラトンのおおよその位置を示した図。カープバールクラトンは南東に位置している。

カープバールクラトン（英: Kaapvaal craton）とは、現在のアフリカ大陸の南部に存在し、この大陸の地殻の一部を形成しているクラトンの1つである。
なお、カープバールクラトンは片仮名表記した時にカープファールクラトンと書かれる場合もあるが、本稿では以降カープバールクラトンに統一する。

## 概要
カープバールクラトンは、非常に古くから安定して存在しているクラトンとして知られている。太古代に属する、今から36億年前に形成され、遅くとも25億年前までには形成されたクラトンである。この時代の地球の地殻が現存している例は珍しく、そのような場所はこのカープバールクラトンの他は、現在のオーストラリア大陸の西部に存在するピルバラクラトン以外に知られていない。なお、この2つのクラトンはかつてバールバラ大陸やウル大陸を形成していたとされる。そして、この2つのクラトンには共通点が幾つも確認されていることで知られており、バールバラ大陸が存在していた時代には両者がくっついていたのではないかとも言われている。

## 詳細
カープバールクラトンは、現在のアフリカ大陸の南部の120万km2の地殻を形成している。ただし、このクラトンの性質は一様ではない。太古代の地殻が残っているのは一部に過ぎず、南部と西部は原生代に造山運動の影響を受けて変成しており、東部に至っては中生代のジュラ紀にできた火成岩を含んでいる。
カープバールクラトンが形成されて安定したのは37億年前から26億年前の間とされる。このクラトンは、火山弧に関係したマグマティズムと堆積作用によって厚くなって安定した大陸性の地殻である。またここは、花崗岩質のバソリス（英: batholith）となっていることでも有名である。
ただし、このクラトンを形成する岩石は、全てが同じ時に生成されたわけではない。太古代の初期の37億年前から36億年前（原太古代）にできた石英閃緑岩や片麻岩もある。太古代の中盤の35億年前から30億年前（古太古代から中太古代）にできた大陸断片や付加体の寄せ集めや、グリーンストーンベルトもある。太古代の中盤の33億年前から30億年前（古太古代から中太古代）にできた花崗岩質の深成岩もある。太古代の後半の30億年前から27億年前（中太古代〜新太古代）にできた火成岩や堆積岩もある。カープバールクラトンはこれらの岩石が入り混じってできているのである。太古代の初期にできた岩石が露出しているのはこのクラトンの東部の一部だが、色々な岩石が寄せ集められた状態になっている。
このように、カープバールクラトンは場所によって残っている岩石の古さや性質が違うので、より細かな領域に分けて考えることがある。

### カープバールクラトンに関係する主な領域

#### リンポポベルト
リンポポベルト（Limpopo Belt）とは、カープバールクラトンとジンバブエクラトンとを接続している領域。Limpopo Central Zoneと、Limpopo North Marginal Zoneと、Limpopo South Marginal Zoneとに分けられる。この領域について鍵となる時代は、約32億年前から29億年前にかけてと29億年前から26億年前にかけて、そして26億年前から約20億年前にかけてである。約32億年前から29億年前にかけてと29億年前から26億年前にかけては、主に火成岩が生成された。その後、これらの地域は約20億年前までに変成作用を受けた。それからはおおむね安定している。

#### バーバートングリーンストーンベルト
バーバートングリーンストーンベルト（Barberton greenstone belt）と呼ばれているのは、カープバールクラトンの東の端の領域である。今のところ、この辺りで最も古い岩石はこの領域で見つかっている。グリーンベルトという名前は、変成度の低い玄武岩が野外では緑色に見えること、玄武岩と堆積岩からなる地質体が帯状に分布していることからこの名がついた。
構成する地層は、下位からオンバーワッハト層群、フィグツリー層群、ムーディース層群に分けられ、スワジランド超層群と呼ばれている。